# Karme (księżyc)
Karme (Jowisz XI) – księżyc Jowisza, odkryty 30 lipca 1938 roku przez S.B. Nicholsona z Mount Wilson Observatory w Kalifornii.

## Nazwa
Swoją oficjalną nazwę otrzymał dopiero w 1975 roku. Przyjęta nazwa pochodzi z mitologii greckiej. Karme to imię nimfy, towarzyszki Artemidy. Wraz z Zeusem powiła Britomartis (boginię kreteńską).
Wcześniej satelita był określany jako Jowisz XI, w pewnym okresie proponowano dla niego nazwę Pan.

## Parametry orbity
Karme obiega Jowisza ruchem wstecznym, czyli w kierunku przeciwnym do obrotu planety wokół własnej osi. Z racji dużej odległości od Jowisza ruch księżyca jest zakłócany m.in. przez Słońce. Jest to najprawdopodobniej przechwycona planetoida, która uległa kolizji i rozpadła się na kilkanaście części, które są dziś księżycami zaliczanymi do grupy Karme, charakteryzującymi się zbliżonymi orbitami i czerwonawą barwą. Karme jest największym obiektem tej grupy, a jej masa stanowi aż 99% masy całej grupy.

## Charakterystyka fizyczna
Karme ma średnicę około 46 km. Średnia gęstość tego ciała to ok. 2,6 g/cm3, składa się ono głównie z krzemianów. Powierzchnia księżyca jest bardzo ciemna – jego albedo wynosi zaledwie 0,04. Z Ziemi można go zaobserwować jako obiekt o jasności wizualnej co najwyżej 17,9 magnitudo, jest więc około 44 tys. razy słabsza od najsłabszych gwiazd widzialnych gołym okiem i ok. 132 mln razy słabsza od Jowisza.